# 沙罗勒地区维特里
沙罗勒地区维特里（法語：Vitry-en-Charollais，法語發音：[vitʁi ɑ̃ ʃaʁɔlɛ]）是法国东部索恩-卢瓦尔省的一个市镇，属于沙罗勒区。

## 地理
沙罗勒地区维特里（46°27'16"N, 4°3'29"E）面积21.24 平方千米，位于法国勃艮第-弗朗什-孔泰大區索恩-卢瓦尔省，该省份为法国中部省份，北起顺时针与科多尔省、汝拉省、安省、罗讷省、卢瓦尔省、阿列省和涅夫勒省接壤。
与沙罗勒地区维特里接壤的市镇（或旧市镇、城区）包括：迪关、帕赖勒莫尼亚勒、圣莱热莱帕赖、瓦雷讷圣日耳曼。
沙罗勒地区维特里的时区为UTC+01:00、UTC+02:00（夏令时）。

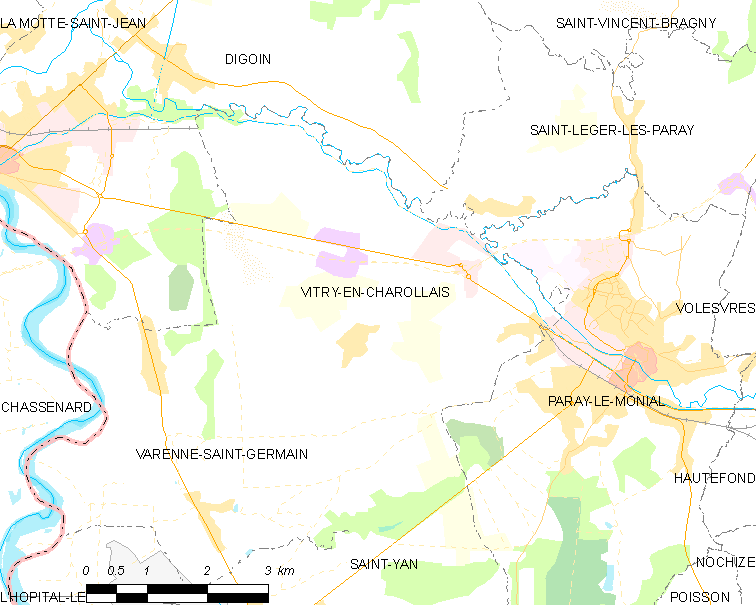
沙罗勒地区维特里的OSM定位图

## 行政
沙罗勒地区维特里的邮政编码为71600，INSEE市镇编码为71588。

## 政治
沙罗勒地区维特里所属的省级选区为帕赖勒莫尼亚勒县。

## 人口

1962-2008年间沙罗勒地区维特里人口变化图示

沙罗勒地区维特里于2022年1月1日时的人口数量为1082人。